# Orkanen Edouard
Orkanen Edouard var den fjärde orkanen och femte namngivna stormen i den Atlantiska orkansäsongen 1996. Edouard bildades den 19 augusti och nådde som mest kategori 4-styrka med vindhastigheter på 230 km/h. Edouard var säsongens kraftigaste orkan. Edouard var en större orkan i åtta dagar.
Orkanen Edouard var en Kap Verde-typ orkan som bildades nära Afrikas västkust den 19 augusti. Edouard rörde sig västerut och sedan norrut och avmattades den 3 september, då den blev extratropisk sydöst om New England. 
Edouard, som i början förutspåddes att träffa nordöstra USA, skapade orkanvindar längs sydöstra Massachusetts. Två personer omkom i New Jersey. 